# فودای
فودای (انگلیسی: Foday) شرکت خودروسازی چینی است، که در سال ۱۹۸۸ تأسیس شد.